# Списък на герои от „Властелинът на пръстените“
Забележка: Този списък е непълен – можете да помогнете за попълването му.
Обща информация за „Властелинът на пръстените“
Предистория и сюжет на „Властелинът на пръстените“

### Хобити
- Билбо Бегинс
- Фродо Бегинс
- Фредегар Болгер (Шишко)
- Мериадок (Мери) Брендифук
- Самознай (Сам) Майтапер
- Перегрин (Пипин) Тук
- Моро Тършувков
- Оргулас Брендифук

### Хора
- Арагорн, син на Араторн II
- Пиволей Мажирепей, ханджия на хана „Скокливото пони“ в Брее

#### Гондорци
- Боромир, син на Наместника на Гондор
- Сириондил Гондорски
- Фарамир, син на Наместника на Гондор
- Денетор, Наместник на Гондор
- Таранон Фаластур, наследник на крал Сириондил Гондорски

#### Роханци
- Еовин, племенница на крал Теоден
- Еомер, племенник на крал Теоден
- Теоден, син на Тенгел, рохански крал
- Фолка, тринадесетия крал на Рохан

#### Съюзници и слуги на Саурон
- Устата на Саурон – черен нуменорец на служба при Саурон.
- Грима Змийския език – шпионин в двореца на крал Теоден, слуга на Саруман
- Бил Папратак – жител на Брее, шпионин в полза на Саурон
- Болг - водач на легионите на Азог Осквернителя
- Азог Осквернителя - най-силният от орките и техен господар

### Елфи
- Елронд Полуелф, владетел на Ломидол
- Арвен Ундомиел (Вечерницата), дъщеря на Елронд, бъдеща съпруга на Арагорн.
- Галадриел (Зорницата), владетелка на Лотлориен
- Келеборн, господар на Лотлориен, съпруг на Галадриел
- Кирдан Корабостроителят, владетел на Сивите заливи
- Леголас, син на Трандуил, Крал на елфите от Мраколес
- Глорфиндел, елфически лорд от Ломидол
- Гилдор Инглорион, водач на група елфи, минаващи през Графството на път към Валинор.

### Джуджета
- Гимли, син на Глоин
- Нори
- Глоин, баща на Гимли
- Борин
- Дори
- Дайн Железоноги
- Дурин
- Торин Дъбощит
- Балин
- Дуалин
- Глоин
- Оин
- Бофур
- Бифур

### Маяри
- Балрогът от Мория
- Гандалф, вълшебник от Ордена на Истарите, по-късно негов водач
- Саруман, вълшебник от Ордена на Истарите, негов водач, по-късно изменил на Ордена
- Саурон – Мрачният владетел, известен също като Властелинът на Пръстените

### Орки
- Шаграт
- Горбаг
- Гришнак
- Углук
- Шарку
- Голфимбул
- Музгаш
- Луртц

### Духове на Пръстена
- Кралят на Ангмар – водач на Духовете на пръстена.
- Хамул – втори след водача на Духовете на пръстена.

## Енти
- Дървобрад-най стария сред Ентите
- Финглас
- Фладриф
- Беечбон
- Брегалад
- Фимбрехил
- Бързолъч

## Червеи
- Ската – обитател на Еред Митрин
- Анкалагон – първият крилат дракон
- Смог (дракон) – последен от великите дракони.

## Тролове
- Хълмови тролове
- Планински троли

## Валари
- Мелкор – Впоследствие проклет да носи името Моргот.

## Други
- Том Бомбадил – стопанинът на местността около реката Брендивин, край Графството
- Златоронка – воден дух („дъщеря на Реката“), съпруга на Том Бомбадил
- Корубана – гигантски паяк, потомка на Унголиант; живее в тунелите на прохода Кирит Унгол
- Унголиант – Родител на Корубана
- Хуан от Валинор
- Властелинът на орлите – владетел и предводител на расата на орлите.